# T.League
La T.League (japonais : Tリーグ ; Romaji : T.Rīgu) ou Nojima T.League (japonais : ノジマTリーグ) est la ligue professionnelle de tennis de table au Japon. 
Il y a douze équipes, six pour les hommes et six pour les femmes.

## Histoire
Elle a débuté en 2018, il s'agissait alors de la création de la première ligue professionnelle. Le tennis de table au Japon était jusqu'alors organisé principalement autour de compétitions scolaires, universitaires et de clubs amateurs. La T.League visait à professionnaliser le sport, attirer des sponsors et médiatiser le tennis de table au niveau national. 

## Équipes

### Équipes messieurs
| Nom                                          | Prefecture | Entraîneur              | Joueurs 2025-2026                                                            |
| -------------------------------------------- | ---------- | ----------------------- | ---------------------------------------------------------------------------- |
| T.T. Saitama (T.T彩たま)                     | Saitama    | Yuya Mizuno             | Oh Junsung, Yukiya Uda,                                                      |
| Kinoshita Meister Tokyo (木下マイスター東京) | Tokyo      | Wang Kai                | Sora Matsushima, Lin Yun Ju, Ryoichi Yoshiyama, Chan Baldwin, Park Ganghyeon |
| Kanazawa Port (金沢ポート)                   | Kanazawa   | Akira Saito             | Jang Woojin, Yuta Tanaka, Lim Jonghoon                                       |
| Shizuoka Jade (静岡ジェード)                 | Shizuoka   | Masataka Morizono       | Vladimir Sidorenko, Shin Ishiyama,                                           |
| Okayama Rivets (岡山リベッツ)                | Okayama    | Kōsuke Shiraga          | Tomokazu Harimoto, Lee Sang Su, Mizuki Oikawa                                |
| Ryukyu Asteeda (琉球アスティーダ)            | Okinawa    | Kazuhiro Chang (張一博) | Maharu Yoshimura, Cho Daeseong, An Jae-Hyun, Cho Seungmin                    |

### Équipes dames
| Nom                                                       | Prefecture | Entraîneur        | Joueurs 2025-2026                                                    |
| --------------------------------------------------------- | ---------- | ----------------- | -------------------------------------------------------------------- |
| Kinoshita Abyell Kanagawa (木下アビエル神奈川)            | Kanagawa   | Rui Nakazawa      | Miwa Harimoto, Miyuu Nagasaki, Zhu Yuling, Cheng I-Ching, Miu Hirano |
| Top Otome Pingpongs Nagoya (トップおとめピンポンズ名古屋) | Aichi      | Misako Wakamiya   | Miyuu Kihara                                                         |
| Nissay Red Elf (日本生命レッドエルフ)                     | Osaka      | Yasukazu Murakami | Hina Hayata, Fan Siqi, Asuka Sasao, Reina Aso, Anne Uesawa           |
| Nippon Paint Mallets (日本ペイントマレッツ)               | Osaka      | Yumi Oshima       | Satsuki Odo, Sakura Yokoi, Hitomi Sato                               |
| Kyushu Carina (九州アスティーダ)                          | Fukuoka    | Hidefumi Masuda   | Sakura Aoi                                                           |
| Kyoto Kaguyalyze (京都カグヤライズ)                       | Kyoto      | Shuhei Kobayashi  | Miku Matsushima                                                      |

## Salles

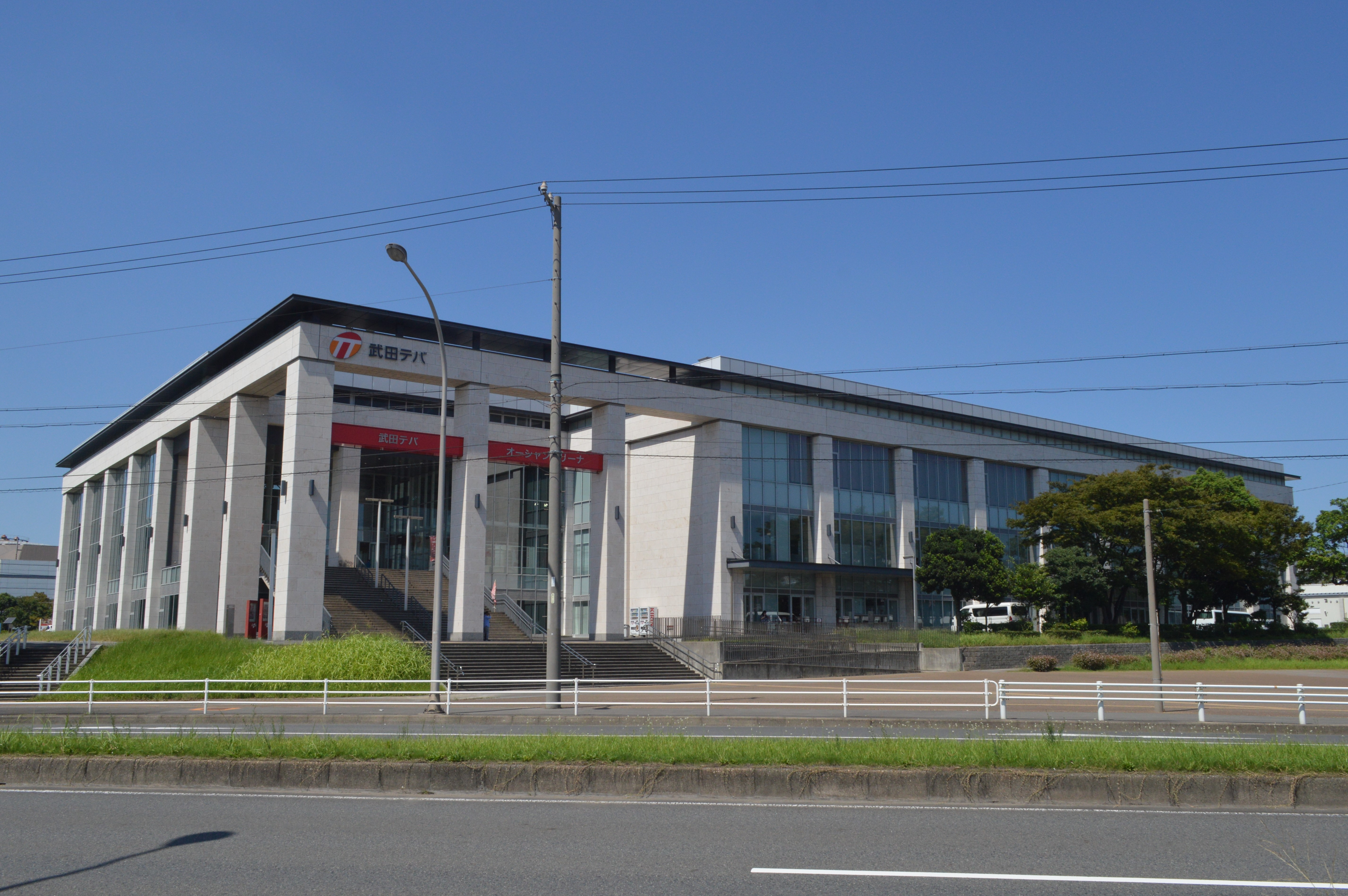
Takeda Teva Ocean Arena in Nagoya, Aichi
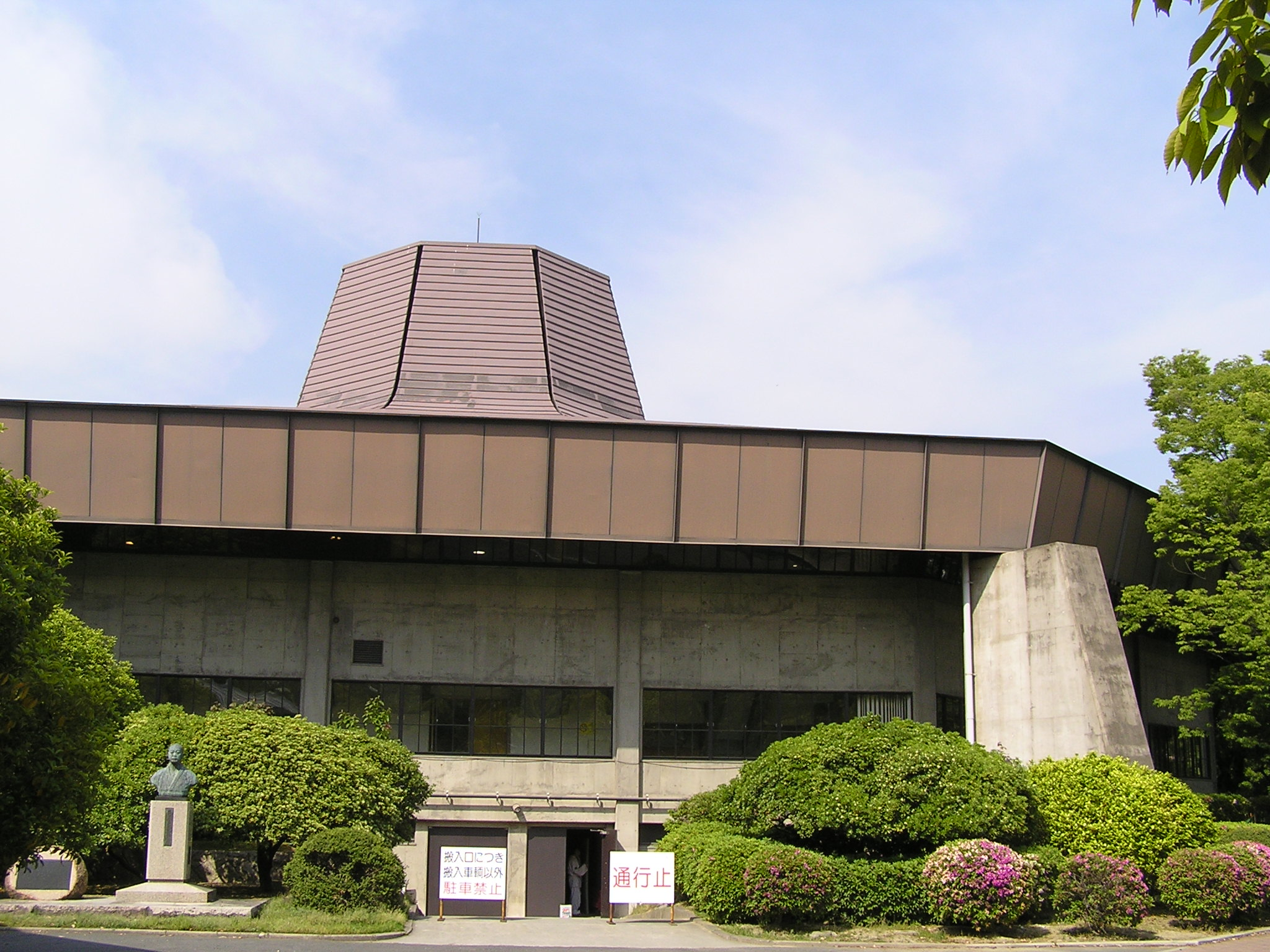
Okayama Budokan in Okayama
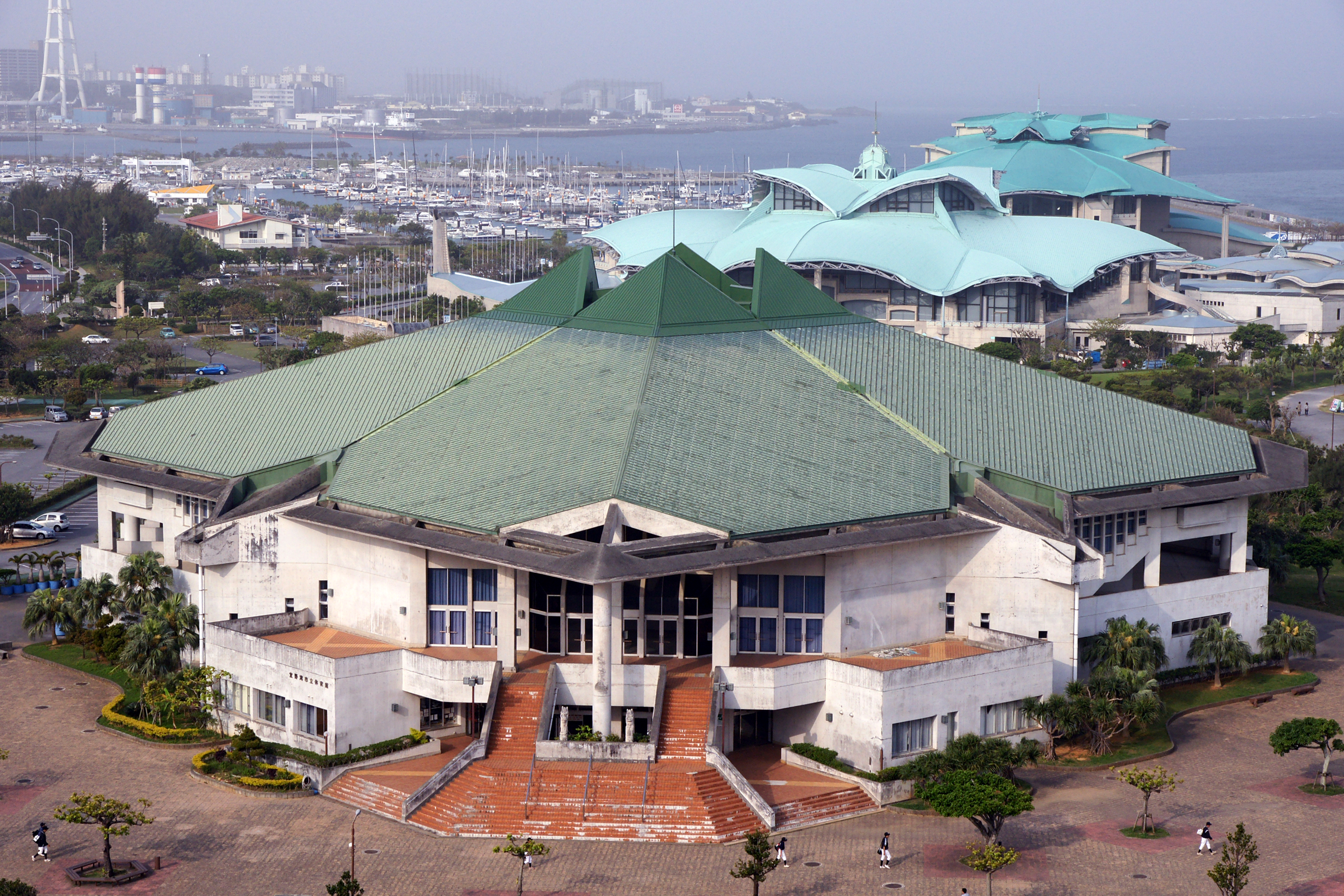
Ginowan City Gymnasium in Ginowan, Okinawa
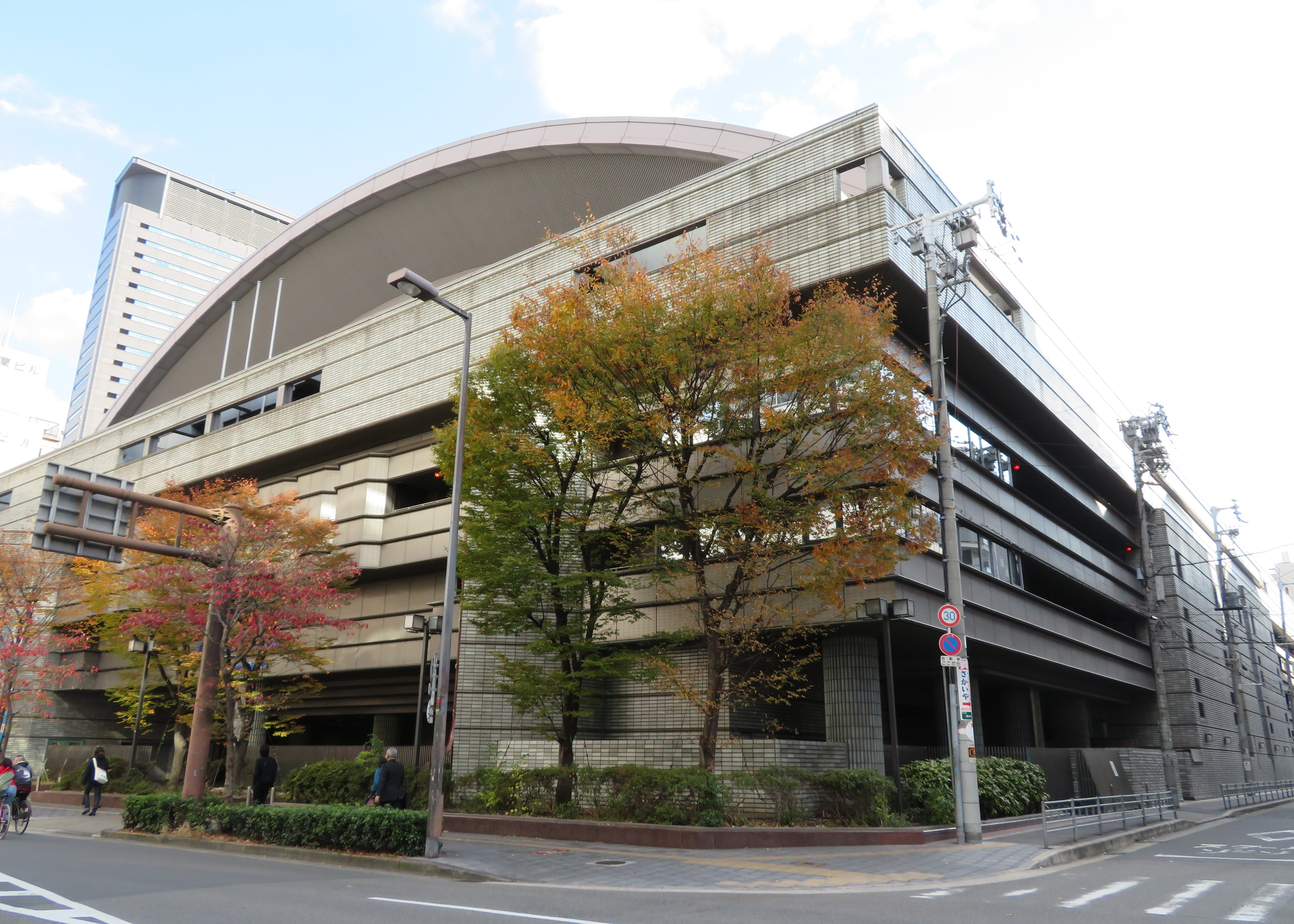
Osaka Prefectural Gymnasium in Namba, Osaka
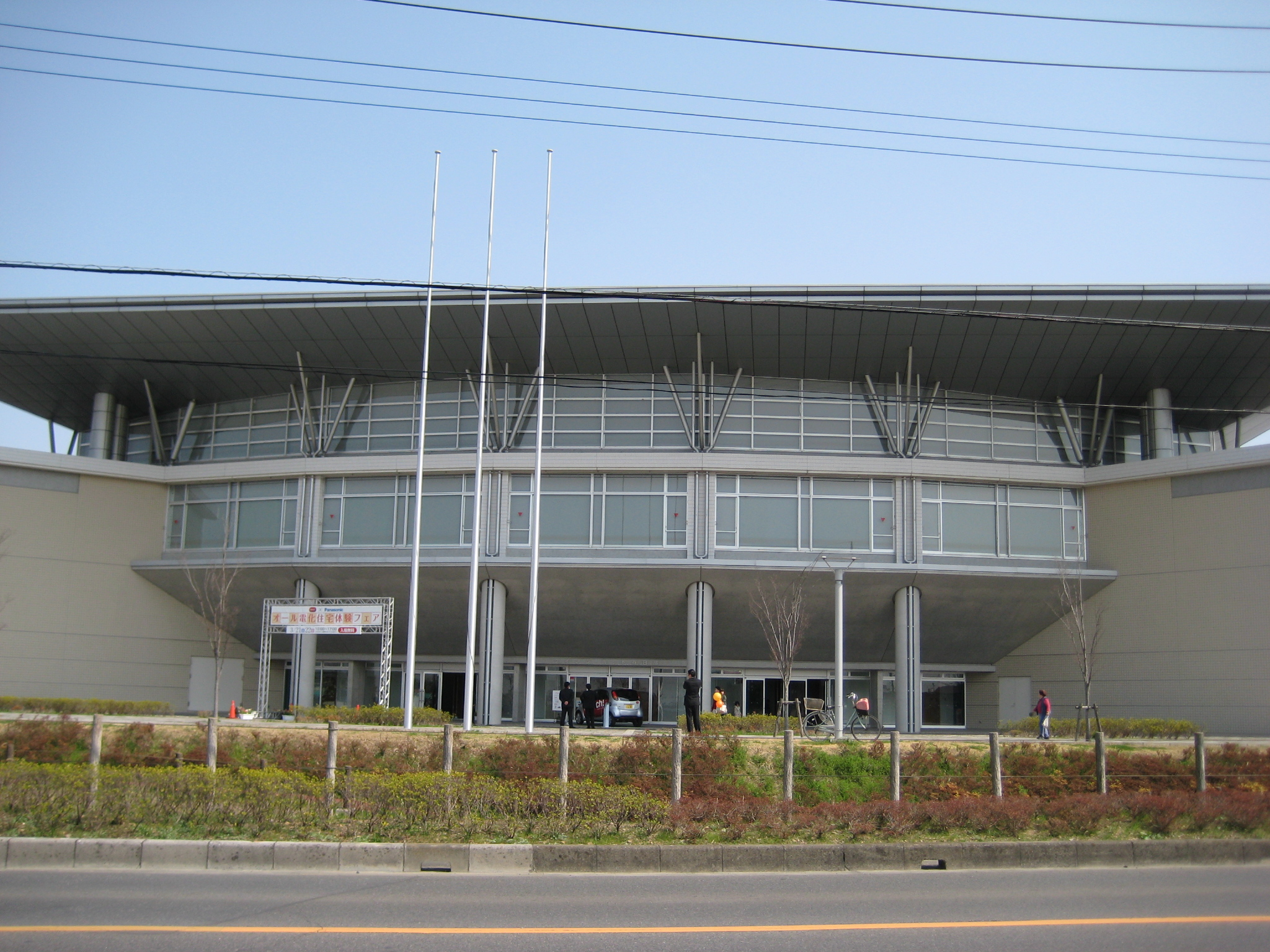
Wing Hat Kasukabe in Kasukabe, Saitama
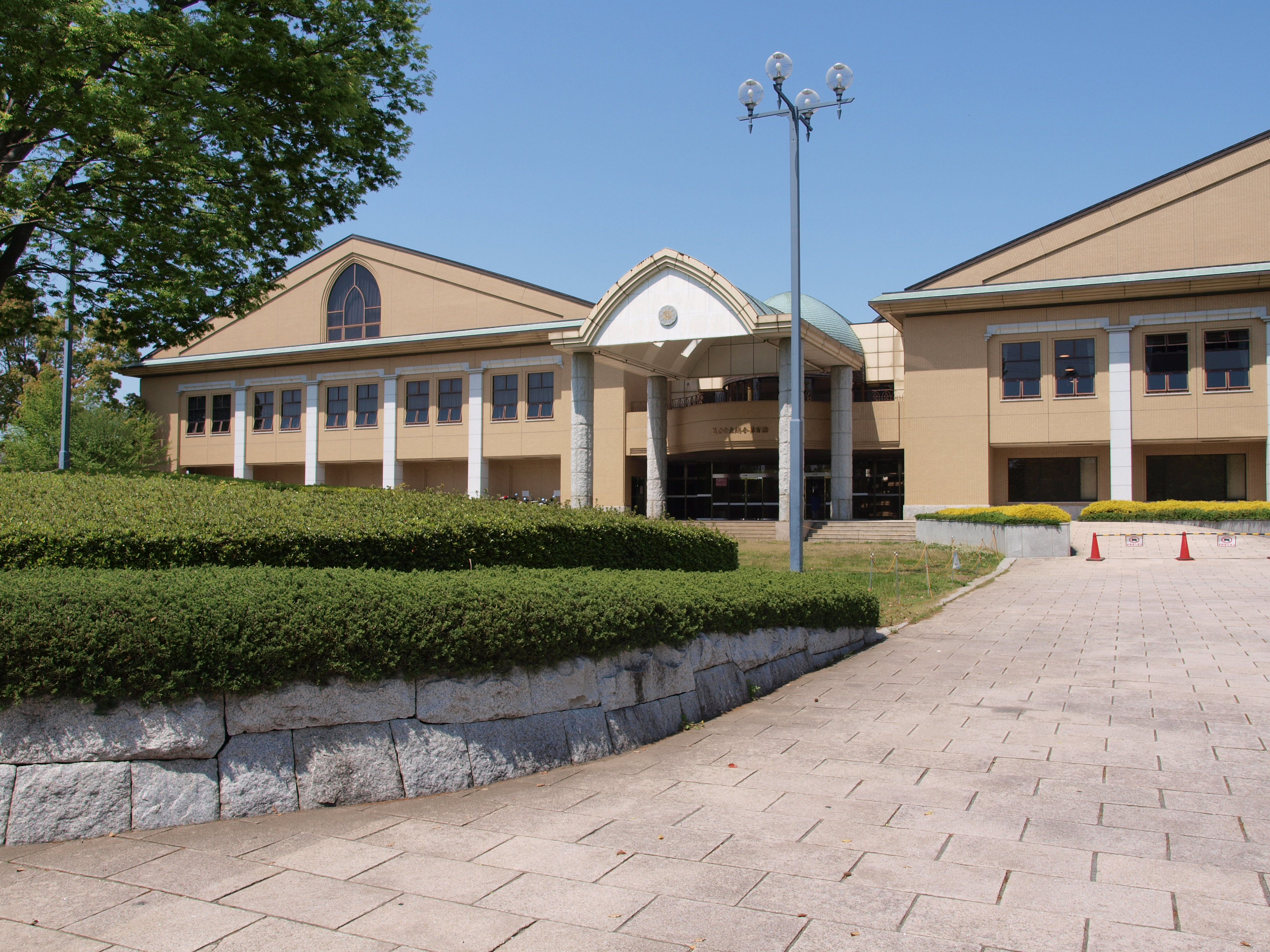
Koshigaya Municipal General Gymnasium in Koshigaya, Saitama
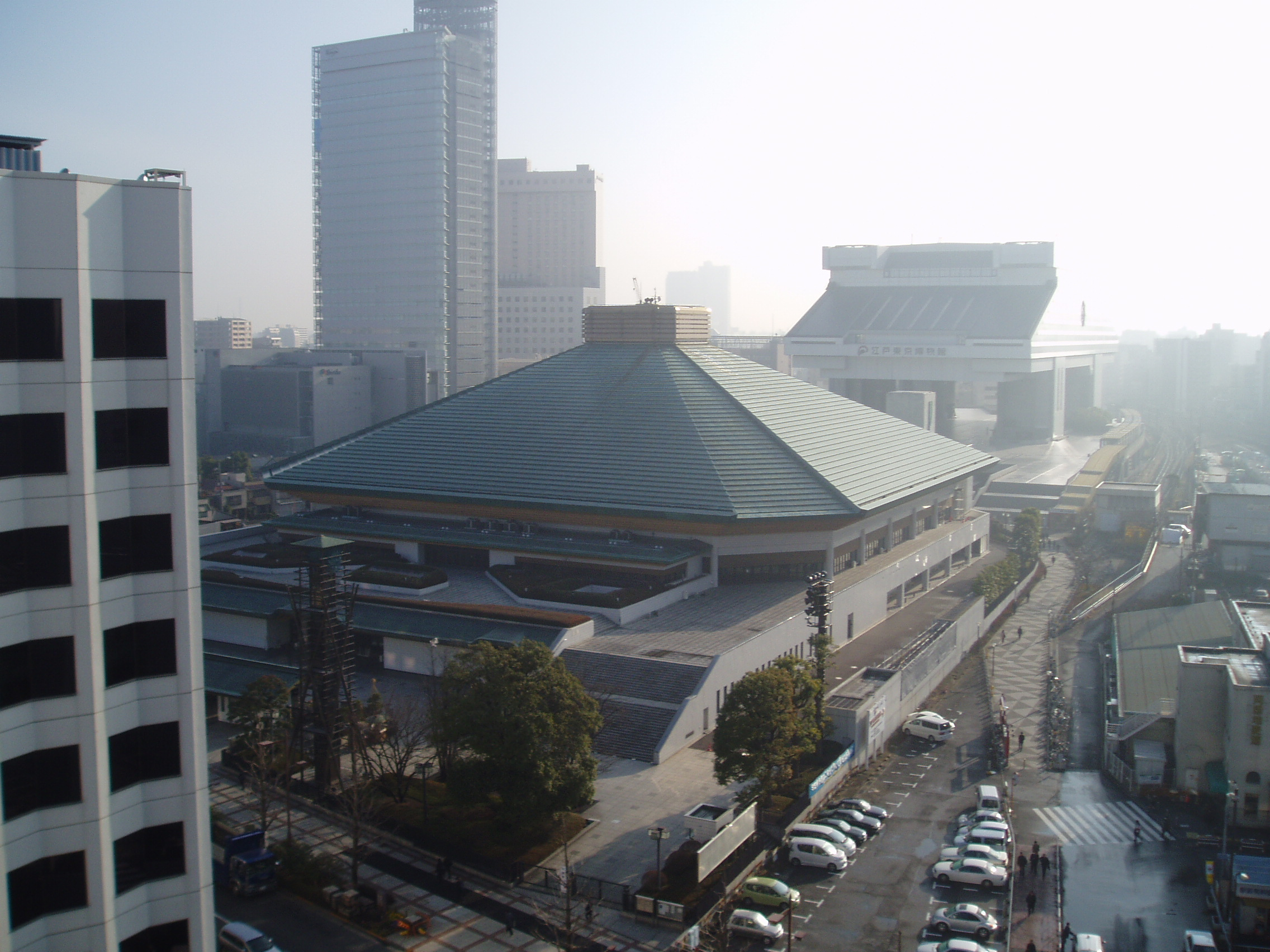
Ryōgoku Kokugikan in Sumida, Tokyo
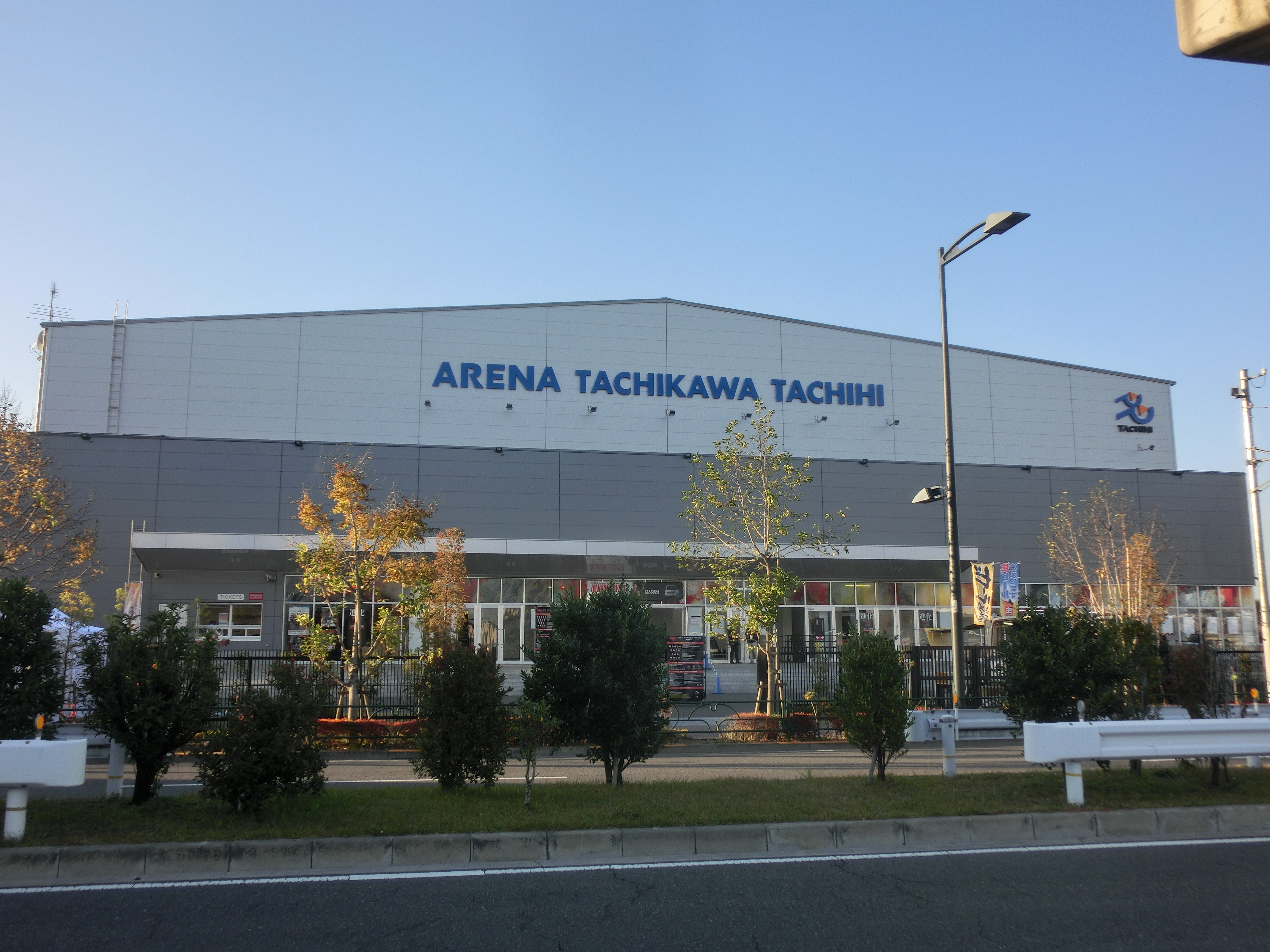
Arena Tachikawa Tachihi in Tachikawa, Tokyo

## Format et règles
Chaque match par équipe comprend un match de double et au moins trois matchs simples. Si le score après quatre matchs est de 2-2, un « match de victoire » en un seul jeu avec prolongation déterminera le vainqueur. Les règles de la T.League diffèrent des règles internationales du tennis de table.
| Match 1         | Doubles | Best of 3 | Le score débute à 6–6 dans le set final Se joue en 11 points seulement (i.e. 11–10 wins) sauf le dernier set. |
| Match 2         | Singles | Best of 5 | Le score débute à 6–6 dans le set final Se joue en 11 points seulement (i.e. 11–10 wins) sauf le dernier set. |
| Match 3         | Singles | Best of 5 | Le score débute à 6–6 dans le set final Se joue en 11 points seulement (i.e. 11–10 wins) sauf le dernier set. |
| Match 4         | Singles | Best of 5 | Le score débute à 6–6 dans le set final Se joue en 11 points seulement (i.e. 11–10 wins) sauf le dernier set. |
| "Victory match" | Singles | 1 game    | |

Les joueurs du match 1 ne peuvent pas jouer au match 2. Les matchs 2, 3 et 4 doivent comporter des joueurs différents pour les deux équipes.

## Résultats

### Division hommes
| Saison                  | Vainqueur                        | Equipe championne | Finaliste                | Meilleur joueur                                             | Meilleur paire de double             |
| ----------------------- | -------------------------------- | --- | ------------------------ | ----------------------------------------------------------- | ------------------------------------ |
| 2018–19,                | Kinoshita Meister Tokyo (14W–7L) | Tomokazu Harimoto, Jun Mizutani, Kenta Matsudaira, Yuya Oshima, Hibiki Tazoe, Hou Yingchao                                                                           | Okayama Rivets (12W–9L)  | Season & 2nd half: Jun Mizutani 1st half: Tomokazu Harimoto | Masataka Morizono Jin Ueda (Okayama) |
| 2019–20 Finals not held | Kinoshita Meister Tokyo (15W–6L) | Tomokazu Harimoto, Jun Mizutani, Koki Niwa, Yukiya Uda, Yuya Oshima, Hibiki Tazoe, Hou Yingchao, Marcos Freitas                                                      | Ryukyu Asteeda (11W–10L) | Season & 1st half: Hou Yingchao 2nd half: Takuya Jin        | Kenta Tazoe Yukiya Uda (Tokyo)       |
| 2020–21                 | Ryukyu Asteeda                   | Maharu Yoshimura, Kazuhiro Yoshimura, Yukiya Uda, Yuto Muramatsu, Taimu Arinobu, Yuki Hirano, Shunsuke Togami, Yuto Kizukuri                                         | Kinoshita Meister Tokyo  |                                                             |                                      |
| 2021–22                 | Kinoshita Meister Tokyo          | Tomokazu Harimoto, Jun Mizutani, Mizuki Oikawa, Sora Matsushima, Tazoe Kenta, Masaki Yoshida, Suzuki Akira, Tomoya Fujimura, Yuya Oshima, Koriyama Hokuto, Sota Noda | TT Saitama               |                                                             |                                      |
| 2022–23                 | Ryukyu Asteeda                   | Tomokazu Harimoto, Maharu Yoshimura, Kazuhiro Yoshimura, Yuto Kizukuri, Taimu Arinobu, Shodai Miyagawa, Kazuki Hamada, Taisei Matsushita, Koji Uezu                  | Kinoshita Meister Tokyo  |                                                             |                                      |
| 2023–24                 | Kinoshita Meister Tokyo          | Hiroto Shinozuka, Lin Yun Ju, Sora Matsushima, Mizuki Oikawa, Shunsuke Togami, Yuya Oshima                                                                           | Okayama Rivets           | play off : Sora Matsushima                                  |                                      |
| 2024-25                 | T.T. Saitama                     | Yukiya Uda,Taimu Arinobu, Takuya Jin, Kakeru Sone, Taku Takakiwa, Hiromu Kobayashi, Yuto Kizukuri                                                                    | Ryukyu Asteeda           |                                                             |                                      |

### Division femme
| Saison                  | Vainqueur                 | Finaliste            | Meilleur joueur                                                                       | Meilleur paire de double          |
| ----------------------- | ------------------------- | -------------------- | ------------------------------------------------------------------------------------- | --------------------------------- |
| 2018–19,                | Nissay Red Elf (18W–3L)   | Kanagawa (13W–8L)    | Season & 1st half: Hina Hayata (Nissay) 2nd half: Kasumi Ishikawa (Kanagawa)          | Chang Chenchen Jiang Hui (Nissay) |
| 2019–20 Finals not held | Nissay Red Elf (14W–7L)   | Kanagawa (13W–8L)    | Season & 2nd half: Sakura Mori (Nissay) 1st half: Suthasini Sawettabut (Nippon Paint) | Yang Ha-eun Rika Suzuki (Nagoya)  |
| 2020–21                 | Nissay Red Elf            | Kanagawa             | Season: Hina Hayata (Nissay)                                                          |                                   |
| 2021–22                 | Nissay Red Elf            | Nippon Paint Mallets | Season & 1st half: Honoka Hashimoto (Kyushu) 2nd half: Sakura Mori (Nissay)           |                                   |
| 2022–23                 | Kinoshita Abyell Kanagawa | Nissay Red Elf       |                                                                                       |                                   |
| 2023–24                 | Nissay Red Elf            | Kanagawa             | Season: Miwa Harimoto (Kanagawa)                                                      |                                   |
| 2024-25                 | Kinoshita Abyell Kanagawa | Nippon Paint Mallets |                                                                                       |                                   |

## Site officiel
- Site officiel